# Пташицкий, Станислав
Станислав Львович Пташицкий (пол. Stanisław Ptaszycki; 12 апреля 1853 — 20 декабря 1933) — польский историк, издатель, архивариус.
Старший брат математика Ивана Пташицкого (1854—1912).

## Биография
Родился в знатной семье, окончил Виленскую гимназию (1872), в 1877 году окончил факультет истории и филологии в Санкт-Петербургском университете, затем был ассистентом на кафедре славянской филологии в нём. В 1878 году был назначен переводчиком-архивистом при сенате. В 1883—1884 годах находился в командировке за границей и занимался славянской филологией и архивным делом. В 1884 году назначен начальником архива литовской метрики при сенате и издал «Описание» этого архива (СПб, 1887); с 1894 года состоял при Санкт-Петербургском университете приват-доцентом по кафедре славянской филологии. Параллельно в 1879—1912 годах был учителем русского языка и латыни в Санкт-Петербурге в частных гимназиях, также преподавал в семинарии в Вильнюсе.
После обретения Польшей независимости вернулся на родину, где стал одним из организаторов Люблинского университета, занимал в нём должность профессора, был деканом факультета гуманитарных наук, директором университетской библиотеки, а затем профессором вспомогательных исторических дисциплин в университете Вильнюса.
В 1918—1926 огодах был директором Национального архива в Люблине, затем был назначен на должность старшего директора отдела государственных архивов Министерства верований и народного образования. Был активным в различных областях: участвовал в работе по ревиндикации материалов, отправдяемых в Россию, преподавал курс архивного дела, был первым редактором журнала «Archeion». Состоял членом ряда научных обществ. Занимался социальной работой (ещё в Санкт-Петербурге был куратором бесплатной кухни для бедной польской молодёжи, затем был президентом Товарищества польской школы). Имел несколько государственных наград независимой Польши. Написал порядка 130 работ. Умер в Варшаве и был похоронен на кладбище в Бельско-Подляски.

## Научные труды
Научные труды Пташицкого были посвящены польской истории и литературе, истории литовской Руси и истории взаимных отношений Польши и России. Отдельными оттисками изданы статьи его авторства «Средневековые западноевропейские повести» (СПб., 1892), «Описание книг и актов литовской метрики» (СПб., 1887), «Иван Федоров, московский первопечатник. Пребывание его во Львове» (очерк по вновь открытым архивным материалам, «Русская Старина», 1884 г. и отдельно, Краков, 1884), «К вопросу об изданиях и комментариях Литовского Статута» (СПб., 1895), «К истории Литовского права после третьего статута» (СПб., 1894), «Dostojnicy Litewscy» (Варшава, 1886), «Dzieje rodów litewskich, jako materjal do archeologji historycznej» (Варшава). Издавал памятники старинной польской и русской письменности: «Mikolaja Reja z Nagłowia Wizerunk. Notatka lieracka-bibliograficzna» (Варшава, 1889), «Fortuny i cnoty różność» (повесть 1524 года; Краков, 1889), «Hermana Schottena. O cnocie» (Варшава, 1891), «Сборник образцов славяно-русских старопечатных изданий» (СПб., 1895, выпуск I, XV—XVI век). Пташицкий помещал статьи в журналах «Министерства Народного Просвещения», «Гражданского и Уголовного Права», «Русской Старине», «Библиографе», «Историческом Обозрении». Его наиболее известной работой, написанной в независимой Польше, стала «Encyklopedii nauk pomocniczych historii i literatury polskiej» (издана в 1919 году, переиздана в 1922).